# Gouvernement Lamrani III
Monarchie constitutionnelle
Bouabid II Lamrani IV
Le gouvernement Lamrani III est le dix-huitième gouvernement du Maroc depuis son indépendance en 1955 et le troisième du Premier ministre/ Il est formé le 30 novembre 1983 et dissous le 11 avril 1985,.

## Composition
| Fonction                                                                         | Nom                            |
| -------------------------------------------------------------------------------- | ------------------------------ |
| Premier ministre                                                                 | Mohamed Karim Lamrani          |
| Ministre d’État                                                                  | Maâti Bouabid                  |
| Ministre d’État                                                                  | Abderrahim Bouabid             |
| Ministre d’État                                                                  | M’Hamed Bahnini                |
| Ministre d’État                                                                  | M'Hamed Boucetta               |
| Ministre d’État                                                                  | Mahjoubi Aherdane              |
| Ministre d’État                                                                  | Moulay Ahmed Alaoui            |
| Ministre d’État                                                                  | Mohamed Arsalane Jadidi        |
| Ministre de la Justice                                                           | Moulay Mustapha Belarbi Alaoui |
| Ministre de l’Intérieur                                                          | Driss Basri                    |
| Ministre des Affaires étrangères                                                 | Abdelouahed Belkeziz           |
| Ministre de l'Information                                                        | Abdellatif Filali              |
| Ministre des Habous et des Affaires islamiques                                   | El Hachmi El Filali            |
| Ministre du Plan, de la Formation des cadres et de la Formation professionnelle  | Mohamed Douiri                 |
| Ministre de l’Education nationale                                                | Azzeddine Laraki               |
| Ministre délégué auprès du Premier ministre chargé des Affaires économiques      | Taieb Bencheikh                |
| Ministre des Finances                                                            | Abdellatif Jouahri             |
| Ministre du Commerce, de l’Industrie et du Tourisme                              | Azzeddine Guessous             |
| Ministre de l’Artisanat et des Affaires sociales                                 | Abbas Fassi                    |
| Ministre des Transports                                                          | Mansouri Benali                |
| Ministre de l’Energie et des Mines                                               | Moussa Saâdi                   |
| Ministre de la Santé publique                                                    | Rahal Rahali                   |
| Ministre de la Pêche maritime et de la Marine marchande                          | Bensalem Smili                 |
| Secrétaire général du Gouvernement                                               | Abbas Kaïssi                   |
| Ministre des Affaires culturelles                                                | Saïd Belbachir                 |
| Ministre de l’Habitat et de l’Aménagement du territoire national                 | Lamfadel Lahlou                |
| Ministre de l’Equipement                                                         | Mohamed Kabbaj                 |
| Ministre délégué auprès du Premier ministre                                      | Abdelkrim Ghallab              |
| Ministre des Postes et des Télécommunications                                    | Mohamed Laenser                |
| Ministre de l’Agriculture et de la Réforme agraire                               | Othman Demnati                 |
| Ministre chargé des Relations avec le Parlement                                  | Ahmed Belhaj                   |
| Ministre de la Jeunesse et des Sports                                            | Abdellatif Semlali             |
| Ministre chargé de la Coopération                                                | Abdelouahed Radi               |
| Ministre de l’Emploi et de la Promotion nationale                                | Moulay Zine Zahidi             |
| Secrétaire d’État aux Affaires étrangères                                        | Abdelhak Tazi                  |
| Secrétaire d’État auprès du premier ministre chargé des Affaires sahraouies      | Khallihenna Ould Errachid      |
| Secrétaire d’État auprès du premier ministre chargé des Affaires administratives | Mohamed Toukani                |
| Secrétaire d’État chargé de l’Habitat et l’Aménagement du territoire national    | Abdellatif Hajjaji             |